# Legalitetsprincippet
Legalitetsprincippet omfatter ifølge den overvejende del af den juridiske teori to elementer. For det første den formelle lovs princip, der går ud på, at en lov har forrang frem for administrative retsakter (anordninger udstedt af forvaltningen) også kaldet den retlige trinfølge, og at en lov kun kan ophæves eller ændres ved ny lov. For det andet omfatter legalitetsprincippet hjemmelskravet, også kaldet den materielle lovs princip, hvorefter at forvaltningen ikke kan handle uden den fornødne bemyndigelse eller lovhjemmel. Hjemmelskravet gælder især for strafferet.
Legalitetsprincippet er en retsgrundsætning. Denne retsgrundsætning udspringer af Grundlovens § 3, 1. og 2. punktum. Det vil sige, at legalitetsprincippet udledes af forholdet mellem den lovgivende magt og den udøvende magt.

## Oversigt
Legalitetsprincippet:
- Den formelle lovs princip[8]

- Den retlige trinfølge
- En gang lov – altid lov
- En lov kan kun ophæves/ændres ved ny lov (undtagelse derogation)

- Hjemmelskravet

- Al forvaltningsvirksomhed kræver lovhjemmel

- Forvaltningsvirksomhed kan dog også have bemyndigelse i en ligestillet retsnorm som retssædvane eller anstaltsbetragtninger.

Den retlige trinfølge:
- Grundloven er den højest rangerende retskilde.[11]
- Almindelige love
- (kongelig) Anordning; også kaldet (ministeriel) bekendtgørelse[12]
- Cirkulære (også kaldet tjenestebefaling[13] eller instruks)